# جيوفري إيفانز
جيوفري إيفانز (بالإنجليزية: Geoffrey Evans)‏ هو قاتل متسلسل أيرلندي، ولد في 1940 في إنجلترا في المملكة المتحدة، وتوفي في 20 مايو 2012 في دبلن في جمهورية أيرلندا.